# Lekkoatletyka na Letnich Igrzyskach Olimpijskich 1992 – sztafeta 4 × 400 m mężczyzn
Sztafetę 4 × 400 metrów mężczyzn podczas XXV Letnich Igrzysk Olimpijskich w Barcelonie rozegrano 7 (eliminacje) i 8 sierpnia 1992 (finał) na Estadi Olímpic de Montjuïc. Zwycięzcą została sztafeta Stanów Zjednoczonych, która biegła w składzie: Andrew Valmon, Quincy Watts, Michael Johnson i Steve Lewis, która w finale ustanowiła rekord świata z czasem 2:55,75.

## Rekordy
|                   | Reprezentacja     | Zawodnicy                                                   | Czas    | Data                      | Miejsce |
| ----------------- | ----------------- | ----------------------------------------------------------- | ------- | ------------------------- | ------- |
| Rekord świata     | Stany Zjednoczone | Vincent Matthews, Ron Freeman, Larry James, Lee Evans       | 2:56,16 | 20 października 1968(dts) | Meksyk  |
| Rekord świata     | Stany Zjednoczone | Danny Everett, Steve Lewis, Kevin Robinzine, Butch Reynolds | 2:56,16 | 1 października 1988(dts)  | Seul    |
| Rekord olimpijski | Stany Zjednoczone | Vincent Matthews, Ron Freeman, Larry James, Lee Evans       | 2:56,16 | 20 października 1968(dts) | Meksyk  |
| Rekord olimpijski | Stany Zjednoczone | Danny Everett, Steve Lewis, Kevin Robinzine, Butch Reynolds | 2:56,16 | 1 października 1988(dts)  | Seul    |

## Wyniki
| Poz. - pozycja |
| – rekord świata \| – rekord krajowy \| – rekord życiowy \| = – wyrównany rekord życiowy \| · – najlepszy wynik w sezonie \| = – wyrównany najlepszy wynik w sezonie \| – rekord olimpijski |
| Fn – falstart \| DNF – nie ukończyła \| DNS – nie wystartowała \| DSQ – zdyskwalifikowana                                                                                                  |

### Eliminacje
24 sztafety przystąpiły do biegów eliminacyjnych. Rozegrano trzy biegi. Do finału awansowały po dwie najlepsze sztafety w każdym biegu (Q) oraz dwie z najlepszymi czasami spośród pozostałych (q).

#### Bieg 1
| Poz. | Państwo           | Zawodnicy                                                                     | Rezultat | Uwagi |
| ---- | ----------------- | ----------------------------------------------------------------------------- | -------- | ----- |
| 1    | Trynidad i Tobago | Patrick Delice, Alvin Daniel, Neil de Silva, Ian Morris                       | 3:01,05  | Q     |
| 2    | Wielka Brytania   | Mark Richardson, Kriss Akabusi, Roger Black, Du’aine Ladejo                   | 3:01,20  | Q     |
| 3    | Japonia           | Masayoshi Kan, Susumu Takano, Yoshihiko Saito, Takahiro Watanabe              | 3:01,35  |       |
| 4    | Francja           | Jean-Louis Rapnouil, Yann Quentrec, Stéphane Caristan, Stéphane Diagana       | 3:04,25  |       |
| 5    | Kanada            | Mark Jackson, Anthony Wilson, Mark Anthony Graham, Freddie Williams           | 3:04,69  |       |
| 6    | Tajlandia         | Athiaporn Koonjarthong, Yuthana Thonglek, Sarapong Kumsup, Aktawat Sakoolchan | 3:08,00  |       |
| 7    | Portugalia        | José Mendes, Pedro Rodrigues, Álvaro Silva, Paulo Curvelo                     | 3:10,11  |       |
| 8    | Zair              | Ilunga Kafila, Luasa Batungile, Kaleka Mutoke, Shintu Kibambe                 | 3:21,91  |       |

#### Bieg 2
| Poz. | Państwo                   | Zawodnicy                                                           | Rezultat | Uwagi |
| ---- | ------------------------- | ------------------------------------------------------------------- | -------- | ----- |
| 1    | Kuba                      | Lázaro Martínez, Héctor Herrera, Norberto Téllez, Roberto Hernández | 2:59,13  | Q,    |
| 2    | Stany Zjednoczone         | Darnell Hall, Michael Johnson, Charles Jenkins, Quincy Watts        | 2:59,14  | Q     |
| 3    | Kenia                     | David Kitur, Samson Kitur, Simeon Kipkemboi, Simon Kemboi           | 2:59,63  | q     |
| 4    | Nigeria                   | Udeme Ekpeyong, Emmanuel Okoli, Hassan Bosso, Sunday Bada           | 3:00,39  | q     |
| 5    | WNP                       | Dmitrj Kosow, Dmitrij Kligier, Dmitrij Gołowastow, Ołeh Twerdochlib | 3:05,59  |       |
| 6    | Meksyk                    | Raymundo Escalante, Eduardo Nava, Luis Toledo, Juan Jesús Gutiérrez | 3:05,75  |       |
| 7    | Saint Vincent i Grenadyny | Lenford O’Garro, Michael Williams, Eversley Linley, Eswort Coombs   | 3:10,21  |       |
| –    | Barbados                  | Seibert Straughn, Roger Jordan, Edsel Chase, Stevon Roberts         | DSQ      |       |

#### Bieg 3
| Poz. | Państwo           | Zawodnicy                                                                        | Rezultat | Uwagi |
| ---- | ----------------- | -------------------------------------------------------------------------------- | -------- | ----- |
| 1    | Brazylia          | Eronilde de Araújo, Ediélson Tenório, Sérgio Menezes, Sidney de Souza            | 3:01,38  | Q,    |
| 2    | Włochy            | Alessandro Aimar, Marco Vaccari, Fabio Grossi, Andrea Nuti                       | 3:02,09  | Q     |
| 3    | Maroko            | Abdelali Kasbane, Abdel Ghani Guériguer, Bouchaib Belkaid, Benyounés Lahlou      | 3:02,28  |       |
| 4    | Hiszpania         | Antonio Sánchez, Cayetano Cornet, Manuel Moreno, Ángel Heras                     | 3:00,60  |       |
| 5    | Katar             | Sami Al-Abdullah, Masoud Khamis Rahman, Ibrahim Ismail Muftah, Fareh Ibrahim Ali | 3:07,26  |       |
| 6    | Papua-Nowa Gwinea | Baobo Neuendorf, Kaminiel Selot, Bernard Manana, Subul Babo                      | 3:13,35  |       |
| –    | Niemcy            | Ralph Pfersich, Rico Lieder, Jörg Vaihinger, Thomas Schönlebe                    | DNF      |       |
| –    | Jamajka           | Dennis Blake, Devon Morris, Howard Davis, Patrick O’Connor                       | DSQ      |       |

### Finał
| Poz. | Państwo           | Zawodnicy                                                           | Rezultat | Uwagi |
| ---- | ----------------- | ------------------------------------------------------------------- | -------- | ----- |
| 1    | Stany Zjednoczone | Andrew Valmon, Quincy Watts, Michael Johnson, Steve Lewis           | 2:55,74  | [ 1 ] |
| 2    | Kuba              | Lázaro Martínez, Héctor Herrera, Norberto Téllez, Roberto Hernández | 2:59,51  |       |
| 3    | Wielka Brytania   | Roger Black, David Grindley, Kriss Akabusi, John Regis              | 2:59,73  |       |
| 4    | Brazylia          | Robson da Silva, Ediélson Tenório, Sérgio Menezes, Sidney de Souza  | 3:01,61  |       |
| 5    | Nigeria           | Udeme Ekpeyong, Emmanuel Okoli, Hassan Bosso, Sunday Bada           | 3:01,71  |       |
| 6    | Włochy            | Alessandro Aimar, Marco Vaccari, Fabio Grossi, Andrea Nuti          | 3:02,18  |       |
| 7    | Trynidad i Tobago | Alvin Daniel, Patrick Delice, Neil de Silva, Ian Morris             | 3:03,39  |       |
| –    | Kenia             | Samson Kitur, Abednego Matilu, Simeon Kipkemboi, Simon Kemboi       | DNF      |       |